# Cavaleiros Templários (maçonaria)

A Cruz coroada, sob uma Cruz pátea com a inscrição "In Hoc Signo Vinces" (que em latim significa "Com este símbolo vencerás") unido de espadas cruzadas e viradas para baixo, ao fundo, compõe um símbolo muito usado para representar os Cavaleiros Templários da Maçonaria.

Os Cavaleiros Templários são uma organização internacional filantrópica afiliada à Maçonaria, mais especificamente ao Rito de York. Diferentemente dos graus iniciais conferidos em uma Loja Maçônica tradicional, onde apenas se exige a crença em um Ser Supremo - independentemente da filiação religiosa - os Cavaleiros Templários compõem uma das várias ordens maçônicas em que a adesão é restrita apenas a maçons já iniciados e que professem a crença na religião cristã, este processo se dá o nome de norma cruzada.
O título completo desta ordem é "The United Religious, Military and Masonic Orders of the Temple and of St John of Jerusalem, Palestine, Rhodes and Malta" (As Unidas Ordens Religiosas, Militares e Maçônicas do Templo e de São João de Jerusalém, Palestina, Rodes e Malta). A palavra "Unidas" presente no título indica que mais de uma ordem e mais de uma tradição histórica estão em conjunto dentro deste sistema. Tais ordens "unidas" são principalmente: Cavaleiros do Templo, os Cavaleiros de Malta, os Cavaleiros de São Paulo e exclusivamente no Rito de York, os Cavaleiros da Cruz Vermelha.
Assim sendo, os Cavaleiros Templários podem existir tanto como parte do Rito de York como também como uma organização independente. Na Inglaterra e País de Gales, a Maçonaria afirma possuir 30.000 membros Templários dentre os seus 250.000 maçons.
A ordem, como se pode deduzir, deriva seu nome dos históricos Cavaleiros Templários. Uma das teorias sobre a origem da Maçonaria sustenta que esta fraternidade possui descendência direta dos Cavaleiros históricos do final do século XIV, que teriam se estabelecido na Escócia ou em outros países onde a supressão dos Templários não foi cumprida. Embora tal teoria não possa ser descartada, ela é descreditada por falta de evidências comprobatórias, tanto por parte da Maçonaria como por parte dos historiadores.

## Os Graus ou Ordens

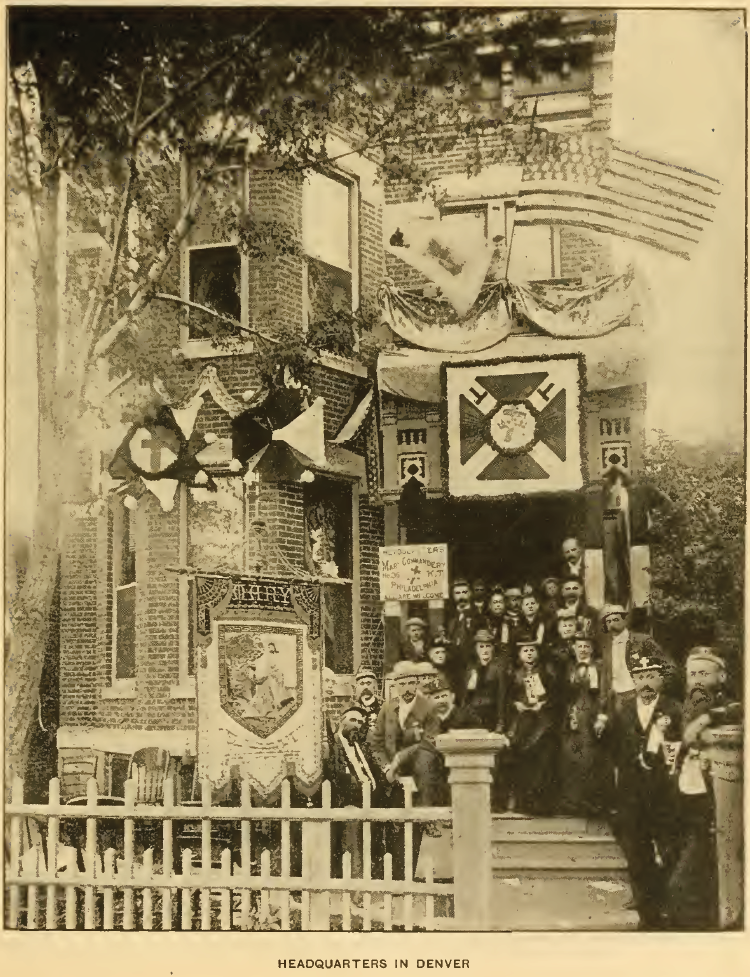
Sede dos Cavaleiros Templários de Denver, EUA (1892).

As Ordens de Cavalaria formam um conjunto de três Ordens que culminam com o grau de Cavaleiro Templário, sendo controlado por aquele órgão. Este corpo é marcadamente diferente dos seus homólogos estrangeiros, na medida em que apresenta uma estrutura paramilitar e outras perspectivas sobre a Maçonaria, sendo o único ramo da Maçonaria no mundo que é um corpo uniformizado. Sua exigência de que seus membros sejam casados e que mantenham a estabilidade conjugal, para que ao chegarem ao grau de mestre possam praticar com suas esposas o ritual da união da prosperidade. Devido a esses rituais algumas ordens entram em divergências, posto que as ordens religiosas próximas ao  cristianismo com ligações com o Vaticano condenam esse tipo de pratica .  Houve e há processos e pedidos de condenação de outros corpos maçônicos e organizações dentro e fora dos Estados Unidos, alegando que a ordem nada mais era do que uma organização cristã, em vez de um corpo maçônico. Mas o ritual do casal é de origem bem antiga e em alguns países prevalecem , principalmente com relação a Israel, as lojas mais tradicionais mantém   em seu  aprendizado, embora como dissemos exista uma forte oposição da igreja .
De sorte que  tiveram pouco efeito sobre o ritual, visto que muitas das organizações que criticavam o corpo têm graus similares entre si. O organismo americano também é arranjado de forma diferente dos seus "parentes" mais próximos, na Inglaterra. O organismo americano inclui a Ilustre Ordem da Cruz Vermelha, o que não é encontrado em qualquer outra organização, embora seja possível encontrar "primos" muito próximos na Ordem Irlandesa e Americana de Cavaleiros Maçons.

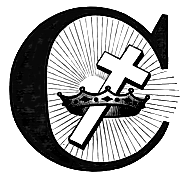
A Cruz coroada, símbolo da Ordem do Templo comum no Rito de York.

### O Grau de Cavaleiro do Templo (Ordem do Templo)
Uma Ordem que enfatiza as lições de "auto-sacrifício" e reverência. Destina-se a reavivar o espírito da devoção medieval dos antigos Cavaleiros Templários e de auto-sacrifício ao Cristianismo. A história da Ordem Maçônica é longa e complexa, com rituais diferentes entre os grupos reconhecidos na Inglaterra e nos Estados Unidos. Enquanto o praticado nos Estados Unidos tem um ligeiro zelo militante para a lição do cristianismo, o ritual Inglês é mais alegórico. No entanto, o ritual norte-americano é mais impressionante, onde mais ênfase é colocada na solenidade e reverência associada com a crucificação, ressurreição e ascensão de Cristo. O corpo que preside é uma Comenda, e o presidente é um Comandante.

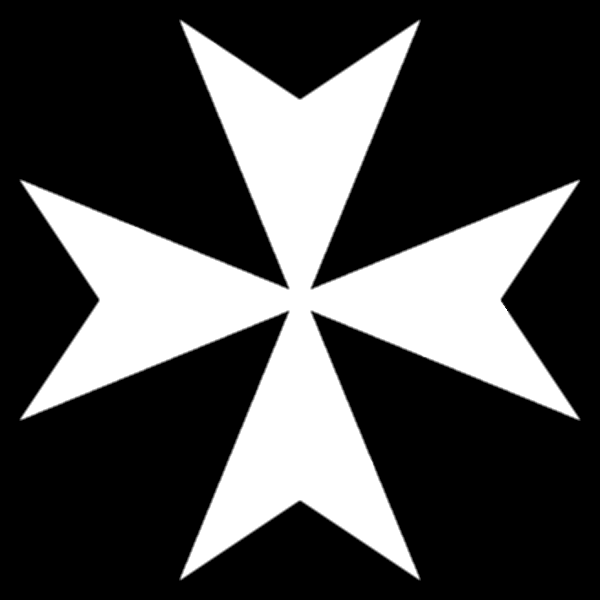
A Cruz de Malta, símbolo da Ordem de Malta.

### O Grau de Cavaleiro de Malta (Ordem de Malta)
Uma Ordem que procura enfatizar a lição de fé. Esta Ordem exige que o maçom professe e pratique a fé cristã. O grau de passagem do Passe Mediterrâneo, ou Cavaleiro de São Paulo prepara o candidato para a Ordem, introduzindo a lição e exemplo de mártires e fiéis do cristianismo. A Ordem é centrada em elementos alegóricos dos Cavaleiros de Malta, herdeiros dos Cavaleiros medievais.

### A Ilustre Ordem da Cruz Vermelha (Ordem da Cruz Vermelha)
Ordem que enfatiza a lição da verdade. Elementos desta Ordem eram praticados nas Lojas antigas antes de a forma final do Grau de Mestre Maçom entrar em uso. Ainda é praticada no formulário completo cerimonial pelos maçons Cavaleiros da Irlanda e pelos Cavaleiros Maçons dos Estados Unidos, assim como pela Cruz Vermelha da Babilônia na Ordem Inglesa dos Graus Maçônicos Aliados.

## Templários na sociedade
Como outros fraternais, os Cavaleiros Templários realizam obras de caridade e de filantropia por meio de organizações próprias como a "The Knights Templar Eye Foundation" mantida pelo Grande Acampamento dos Cavaleiros Templários dos Estados Unidos da América. Esta organização além de oferecer fundos para a realização de cirurgias  também oferece premiações ao trabalho realizado por pesquisadores universitários na área da saúde.
Como é comum nos diferentes ritos da Maçonaria, os Cavaleiros Templários também realizam, já por muitos anos, paradas ou desfiles em suas comunidades locais, com o objetivo de comemorar alguma data importante (como 4 de Julho, para os estadunidenses), para defender uma determinada causa ou simplesmente promover o grupo.